# Une chanson c'est une lettre
Chansons représentant Monaco au Concours Eurovision de la chanson
Celui qui reste et celui qui s'en va
(1974) Toi, la musique et moi
(1976)
Singles de Sophie
Je t'aime bien
(1974)
Une chanson c'est une lettre est une chanson écrite par Boris Bergman sur une musique d'André Popp et interprétée par la chanteuse française Sophie, sortie en 45 tours en 1975. 
C'est la chanson représentant Monaco au Concours Eurovision de la chanson 1975.
La chanson a également été enregistrée par Sophie dans une version en italien sous le titre Una canzone (« Une chanson »).

## À l'Eurovision

### Sélection
La chanson Une chanson c'est une lettre, interprétée par Sophie (de son nom entier Sophie Hecquet), est sélectionnée en interne pour représenter Monaco au Concours Eurovision de la chanson 1975 le 22 mars à Stockholm, en Suède.

### À Stockholm
La chanson est intégralement interprétée en français, langue officielle de Monaco, le choix de langue étant toutefois libre entre 1973 et 1976. 
L'orchestre est dirigé par André Popp.
Une chanson c'est une lettre est la quatorzième chanson interprétée lors de la soirée du concours, suivant Seninle bir dakika de Semiha Yankı pour la Turquie et précédant Old Man Fiddle de Pihasoittajat (en) pour la Finlande.
À l'issue du vote, elle obtient 22 points, se classant 13e — à égalité avec Dan ljubezni de Pepel in Kri (sr) pour la Yougoslavie — sur 19 chansons,.

## Liste des titres
| A. | Une chanson c'est une lettre | Boris Bergman, André Popp    | 2:52 |
| B. | Madame à la faux             | Boris Bergman, Maurice Dulac | 2:50 |

## Historique de sortie
| Pays      | Date | Format   | Label   |
| --------- | ---- | -------- | ------- |
| Allemagne | 1975 | 45 tours | Polydor |
| Belgique  | 1975 | 45 tours | Polydor |
| France,   | 1975 | 45 tours | Polydor |
| Italie    | 1975 | 45 tours | Polydor |
| Portugal  | 1975 | 45 tours | Polydor |